# 2018년 동계 올림픽 버뮤다 선수단
2018년 동계 올림픽 버뮤다 선수단은 대한민국 평창에서 개최된 2018년 동계 올림픽의 올림픽 버뮤다 선수단이다. 이번 대회에서는 남자 선수 1명이 크로스컨트리 한 종목에 나섰다. 동계올림픽 대회에는 여덟 번째 연속 출전이기도 하다.

## 참가 선수
다음은 각 종목별 참가 선수 현황이다.
| 종목         | 남자 | 여자 | 총합 |
| ------------ | ---- | ---- | ---- |
| 크로스컨트리 | 1    | 0    | 1    |
| 총합         | 1    | 0    | 1    |

## 크로스컨트리 스키
버뮤다에는 총 한 명의 남자 선수가 배정됐으며, 이름은 터커 머피이다. 머피 선수로서는 동계 올림픽 대회 3연속 출전이기도 하다.
남자
| 선수      | 종목           | 결승    | 결승    | 결승 |
| 선수      | 종목           | 시간    | 감점    | 순위 |
| --------- | -------------- | ------- | ------- | ---- |
| 터커 머피 | 남자 15km 프리 | 43:05.7 | +9:21.8 | 104  |